# Chironomus acuminatus
Chironomus acuminatus är en tvåvingeart som beskrevs av Freeman 1957. Chironomus acuminatus ingår i släktet Chironomus och familjen fjädermyggor.
Artens utbredningsområde är Tchad. Inga underarter finns listade i Catalogue of Life.